# Blabia truncata
Blabia truncata är en skalbaggsart som beskrevs av Stefan von Breuning 1940. Blabia truncata ingår i släktet Blabia och familjen långhorningar. Inga underarter finns listade.